# شریکا ویلیامز
شریکا ویلیامز (انگلیسی: Shericka Williams؛ زادهٔ ۱۷ سپتامبر ۱۹۸۵) دونده زن اهل جامائیکا است.
وی در مسابقات کشوری و بین‌المللی در مجموع برندهٔ ۱ مدال طلا، ۸ مدال نقره شده‌است.